# San Luis Taxhimay
San Luis Taxhimay är en ort i Mexiko.   Den ligger i kommunen Villa del Carbón och delstaten Mexiko, i den sydöstra delen av landet, 50 km nordväst om huvudstaden Mexico City. San Luis Taxhimay ligger 2 248 meter över havet och antalet invånare är 2 145.
Terrängen runt San Luis Taxhimay är kuperad åt nordväst, men åt sydost är den platt. Runt San Luis Taxhimay är det ganska tätbefolkat, med 207 invånare per kvadratkilometer. Närmaste större samhälle är Tepeji de Ocampo, 9,4 km nordost om San Luis Taxhimay. I omgivningarna runt San Luis Taxhimay växer huvudsakligen savannskog.